# 이산수학
이산수학(discrete mathematics, 離散數學)은 이산적인 수학 구조에 대해 연구하는 학문으로, 연속되지 않는 공간을 다룬다. 유한수학(finite mathematics)이라고도 하며, 전산학적인 측면을 강조할 때는 전산수학이라고도 한다.
이산수학에서는 실수와 같이 연속적인 성질이 있는 대상이 아니라 주로 정수, 그래프, 논리 연산 같이 서로 구분되는 값을 가지는 대상을 연구한다. 따라서 이산수학에서는 미분적분학이나 수치 해석같이 '연속적'인 분야에서 다루는 주제는 다루지 않는다. 이산적인 대상은 정수로 개수가 열거되는 경우가 많다. 공식적으로, 이산수학은 가산집합을 다루는 수학의 한 부류로 특징지을 수 있다. 하지만 이산수학이라는 용어에 대해 정확한 정의는 내려져 있지 않다. 사실, 이산수학은 포함된 주제에 의해서 정의되기 보다는, 이산수학이 다루는 주제가 아닌 것들에 의해서 정의된다.
이산수학에서 연구하는 집합의 종류는 무한 혹은 유한집합이다. 이산 수학중에서도 유한 집합을 다루는 한 분야에 대해서 가끔씩 유한 수학이라는 용어가  쓰이기도 한다.
이산적인 과정을 통해서 데이터를 저장하고, 동작하는 디지털 컴퓨터의 개발으로 인해 20세기 후반에 이산수학에 대한 연구가 점점 활기를 띄기 시작했다. 이산수학에 포함된 개념과 기호들은 컴퓨터과학자들이 알고리즘, 프로그래밍 언어, 암호학, 계산이론 등의 문제를 연구하는 데 유용하였다.
이산수학에서 두각을 나타내는 논문에게는 풀커슨상이 수여된다.

## 이산수학의 과거와 현재
현재 많은 대학교 컴퓨터과학 관련 학과에서 해당 학문을 전공 과목으로서 채택하고 있다.
유명한 저자는 Kenneth H. Rosen 이 있다.

## 이산수학의 주제
- 수리논리학
- 집합론
- 수론
- 조합론
- 그래프 이론
- 알고리즘
- 정보이론
- 오토마타 이론
- 계산 가능성 이론
- 계산 복잡도 이론
- 확률론
- 선형대수학
- 함수
- 순서 집합
- 증명 이론
- 계수와 관계